# Hypargos
Hypargos is een geslacht van zangvogels uit de familie prachtvinken (Estrildidae).

## Soorten
Het geslacht kent de volgende soorten:
- Hypargos margaritatus  – Parelastrild
- Hypargos niveoguttatus  – Rode druppelastrild